# Caminita
La caminita és un mineral de la classe dels sulfats. Rep el seu nom del llatí caminus, xemeneia, ja que el mineral es produeix en xemeneies submarines. No s'ha de confondre amb la carminita.

## Característiques
La caminita és un sulfat de fórmula química Mg₇(SO₄)₅(OH)₄(H₂O). Cristal·litza en el sistema tetragonal. Es troba en forma de cristalls bipiramidals imperfectes, de fins a 500μm; botrioide. La seva duresa a l'escala de Mohs és 2,5. És Inestable per sota de 130◦C, per sota del qual s'hidrata i es dissol en l'aigua del mar.
Segons la classificació de Nickel-Strunz, la caminita pertany a «07.BB: Sulfats (selenats, etc.) amb anions addicionals, sense H₂O, amb cations de mida mitjana» juntament amb els següents minerals: hauckita, antlerita, dolerofanita, brochantita, vergasovaïta, klebelsbergita, schuetteïta, paraotwayita, xocomecatlita, pauflerita i grandviewita.

## Formació i jaciments
Es forma per la reacció de l'aigua de mar amb fluids hidrotermals en les xemeneies de ventilació submarines a la dorsal oceànica. Sol trobar-se associada a altres minerals com l'anhidrita. Va ser descoberta l'any 1983 a la dorsal de Juan de Fuca, a la dorsal del Pacífic Oriental, a l'oceà Pacífic. També ha estat descrita al dipòsit de sal potàssica de Nepskoe (óblast d'Irkutsk, Rússia).